# Gilles LePage
 (janvier 2025).
Gilles LePage est un homme politique canadien, il est élu à l'Assemblée législative du Nouveau-Brunswick lors de l'élection provinciale de 2014. Il représente la circonscription de Restigouche-Ouest et est membre du Parti libéral du Nouveau-Brunswick.
Il est titulaire d'un baccalauréat en administration des affaires obtenu en 1989 à l'Université de Moncton.